# Piero Melfa
Piero Melfa, all'anagrafe Pietro Melfa (Caltanissetta, 1944), è un compositore italiano.

## Biografia
Inizia la carriera artistica nella sua città, studiando canto e pianoforte.
Nel 1965 partecipa come cantante al Festival degli sconosciuti di Ariccia, ma non è presente nella serata finale a causa della morte del padre, e la sua esibizione è sostituita da un nastro magnetico.
Decide quindi di trasferirsi a Roma e di dedicarsi alla composizione, e l'anno dopo ottiene il primo successo con "L'amore se ne va", brano che compone con Amedeo Tommasi con il testo scritto da Giulio D'Ercole e Alberto Morina, che diventeranno suoi collaboratori abituali; il brano viene proposto a Carmelo Pagano, che lo presenta al Festival delle rose 1966 in abbinamento con Luisa Casali, e la canzone si classifica al primo posto, grazie anche all'arrangiamento di Tommasi e all'interpretazione di Pagano.
La canzone diventa un successo in tutto il mondo, grazie a Dusty Springfield che la incide in inglese con il titolo Give me time ed a Angela Maria che la incide in portoghese con il titolo Na noite que se vai.
L'anno successivo ottiene un buon successo con Ricordo un ragazzo, brano dedicato a Luigi Tenco, che il complesso beat Le Pecore Nere presenta al Cantagiro 1967; sempre nel 1967 scrive per Rita Pavone Per una come me e Sempre più su (inserita nella colonna sonora del film Rita la zanzara e che ha tra gli autori del testo Lina Wertmüller) e Giuro per Marcello Fattorini.
Nel 1969 è tra gli autori (con Franco e Giorgio Bracardi di Qualcuno per te per i Pyrañas.
Il suo maggiore successo come autore lo ottiene nel 1970 con Una favola blu, che viene incisa da Claudio Baglioni sul lato A del suo primo 45 giri Una favola blu/Signora Lia e che il cantautore romano presenta a Un disco per l'estate 1970; Baglioni inoltre include il brano anche nel suo album di debutto, Claudio Baglioni.
Una favola blu viene incisa nel 1971 da José Feliciano, mentre il cantante brasiliano Paulo Henrique la traduce in portoghese intitolandola Jamais te esqueci; nello stesso anno Gene Pitney incide due canzoni di Melfa, Una ragazza nel cuore e Bisogna amare per vivere.
Melfa decide poi di allontanarsi dal mondo della musica leggera e di dedicarsi alla musica sacra, componendo diversi brani sacri tra cui Panis Angelicus, Messa in mi minore, Ave Maria e Pater Noster.

## Le principali canzoni scritte da Piero Melfa
| Anno | Titolo                   | Autori del testo                 | Autori della musica                    | Interpreti                        |
| ---- | ------------------------ | -------------------------------- | -------------------------------------- | --------------------------------- |
| 1966 | L'amore se ne va         | Giulio D'Ercole e Alberto Morina | Piero Melfa e Amedeo Tommasi           | Carmelo Pagano, Luisa Casali      |
| 1967 | Ricordo un ragazzo       | Giulio D'Ercole e Alberto Morina | Piero Melfa e Mario Vicari             | Le Pecore Nere                    |
| 1967 | Per una come me          | Giulio D'Ercole e Alberto Morina | Piero Melfa                            | Rita Pavone                       |
| 1967 | Sempre più su            | Lina Wertmüller e Alberto Morina | Piero Melfa                            | Rita Pavone                       |
| 1967 | Giuro                    | Strumentale                      | Piero Melfa                            | Marcello Fattorini                |
| 1969 | Cuore cosa fai           | Giulio D'Ercole e Alberto Morina | Piero Melfa                            | Giampiero Macario                 |
| 1969 | Qualcuno per te          | Giulio D'Ercole e Alberto Morina | Piero Melfa, Franco e Giorgio Bracardi | i Pyrañas                         |
| 1970 | Una favola blu           | Giulio D'Ercole e Alberto Morina | Piero Melfa                            | Claudio Baglioni e José Feliciano |
| 1971 | Una ragazza nel cuore    | Giulio D'Ercole e Alberto Morina | Piero Melfa e Adriano Tomassini        | Gene Pitney                       |
| 1971 | Bisogna amare per vivere | Giulio D'Ercole e Alberto Morina | Piero Melfa e Adriano Tomassini        | Gene Pitney                       |